# Де Брёйне, Альфред
Альфред («Фред») Де Брёйне (нидерл. Alfred De Bruyne; 21 октября 1930, Берларе, провинция Восточная Фландрия, Бельгия — 4 февраля 1994, Сейан, департамент Вар, Франция) — бельгийский профессиональный шоссейный и трековый велогонщик в 1953—1961 годах. Трёхкратный победитель Вызов Дегранж-Коломбо (1956, 1957, 1958). Двукратный победитель многодневной  велогонки Париж — Ницца (1956, 1958), однодневных велогонок: Милан — Сан-Ремо (1956), Льеж — Бастонь — Льеж (1956, 1958, 1959), Тур Фландрии (1957), Париж — Рубе (1957), Париж — Тур (1957).

## Достижения
1954
1-й — Этапы 9, 14 и 24 Тур де Франс
2-й Гран-При Вилворде
6-й Париж — Тур
9-й Чемпионат мира — Групповая гонка (проф)
1955
2-й Париж — Тур
2-й Джиро ди Ломбардия
2-й Дварс дор Фландерен
1-й — Этап 2
3-й Grand Prix du Midi libre
3-й Tour du Sud-Est
10-й Вызов Дегранж-Коломбо
1956
1-й Вызов Дегранж-Коломбо
1-й Милан — Сан-Ремо
1-й Льеж — Бастонь — Льеж
1-й Париж — Ницца — Генеральная классификация
1-й — Этапы 1 и 5
1-й — Этапы 8, 13 и 22 Тур де Франс
2-й Париж — Рубе
4-й Париж — Тур
5-й Чемпионат мира — Групповая гонка (проф)
5-й Бордо — Париж
9-й Джиро ди Ломбардия
1957
1-й Вызов Дегранж-Коломбо
1-й Тур Фландрии
1-й Париж — Рубе
1-й Париж — Тур
1-й Sassari-Cagliari
1-й Шесть дней Фландрии (трек)
2-й Милан — Сан-Ремо
2-й Милан — Турин
3-й Шесть дней Парижа (трек)
4-й Париж — Брюссель
5-й Чемпионат мира — Групповая гонка (проф)
1958
1-й Вызов Дегранж-Коломбо
1-й Льеж — Бастонь — Льеж
1-й Париж — Ницца — Генеральная классификация
2-й Париж — Тур
2-й Шесть дней Брюсселя (трек)
3-й Гент — Вевельгем
4-й Флеш Валонь
4-й Париж — Брюссель
6-й Милан — Сан-Ремо
6-й Париж — Рубе
10-й Тур Фландрии
1959
1-й Льеж — Бастонь — Льеж
1-й Шесть дней Фландрии (трек)
2-й Омлоп Хет Ниувсблад
5-й Бордо — Париж
6-й Париж — Рубе
6-й Париж — Брюссель
1961
1-й Кюрне — Брюссель — Кюрне

## Статистика выступлений

### Гранд-туры
| Гранд-тур                 | 1953 | 1954 | 1955 | 1956 | 1957 | 1958 | 1959 |
| ------------------------- | ---- | ---- | ---- | ---- | ---- | ---- | ---- |
| Джиро д’Италия            | —    | —    | —    | —    | —    | 16   | —    |
| Тур де Франс              | 52   | 36   | 17   | 20   | НФ   | —    | 31   |
| (c 2010 ) Вуэльта Испании | НП   | НП   | —    | —    | —    | —    | —    |

| —  | Не участвовал  |
| НФ | Не финишировал |
| НП | Не проводилась |